# Поліський бурштиноносний район

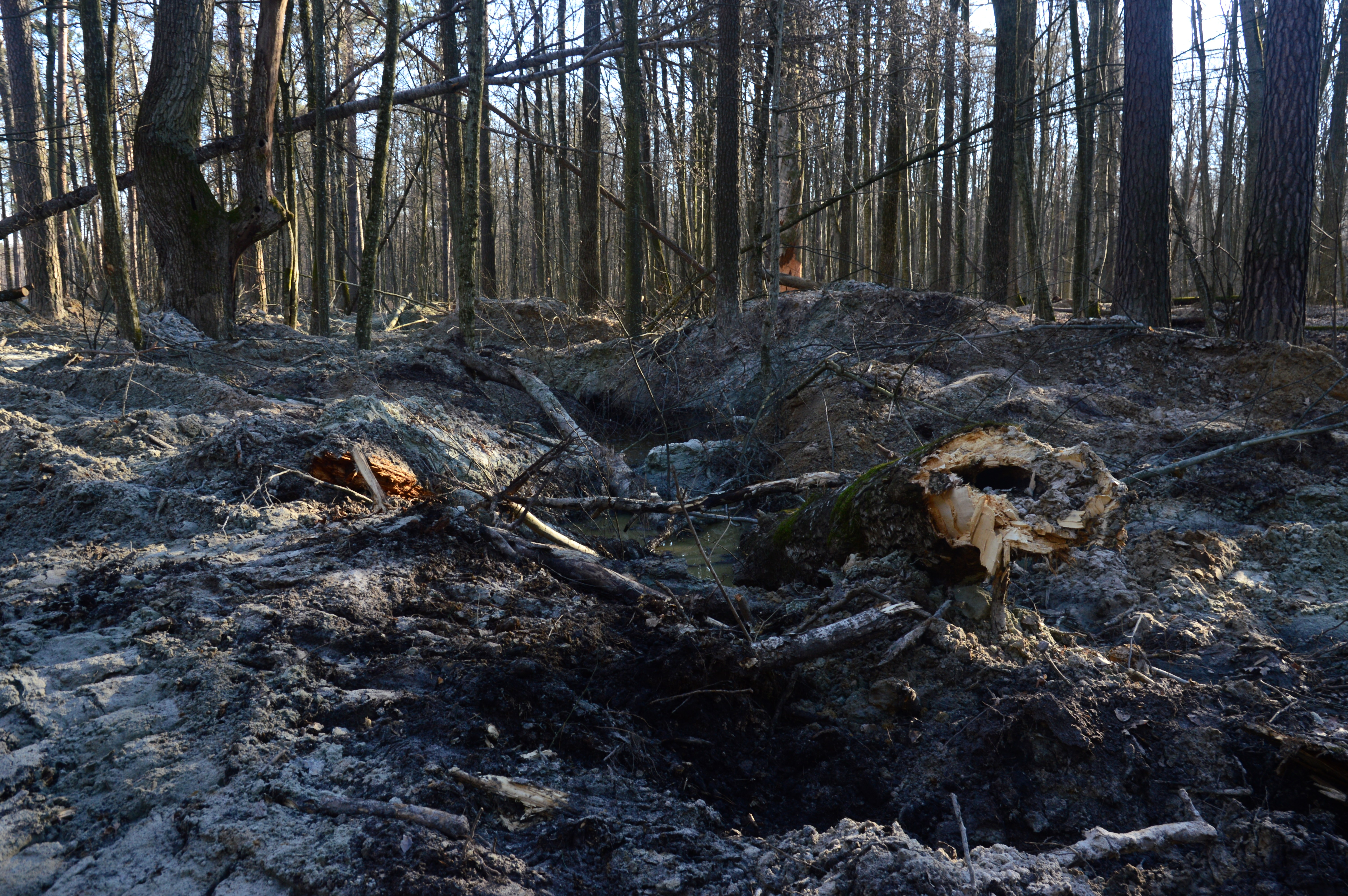
Видобуток бурштину в Поясківському заказнику, 2016 рік

Полі́ський бурштино́носний райо́н — приурочений до Поліського (Прип'ятського) басейну, який є частиною найбільшої в Європі Балтійсько-Дніпровської бурштинової провінції.

## Особливості
Основними бурштиноробними рослинами є хвойні з родин Pinaceae, Taxodiaceae, Cupressaceae крейдо-палеогенового віку.
Основна бурштиноносність пов'язана з верхньоеоценовими прибережно-морськими пісками.
Цінність українського бурштину — в його самобутності, яка, насамперед, виявляється у різноманітності й унікальності забарвлення. Крім найпоширеніших у світі коричневих, вишнево-червоних, червоних, жовтих кольорів, для Поліського бурштину властиві салатово-зелені, жовто-зелені, світло-жовті та синювато-зелені кольори, а також білі та чорні різновиди.
Поліський бурштин містить багато цікавих включень: бульбашки, «димку», «хмарність», комах і рослин.
Поліський бурштин здавна відігравав значну роль в релігійно-культових звичаях енеолітичних племен, які населяли територію України.
До 1980-х рр. не існувало організованого видобутку поліського бурштину. Місцеве населення використовувало його для опалення (бурштин добре горить, виділяючи приємний запах, подібний до ладану).
Польська академія наук (Варшава) та Музей Землі дослідили бурштини-сукциніти Клесівського родовища і визнали унікальність їх світлих жовто-зелених різновидів (сертифікат № 1/96 від 27 серпня 1996 p.).
1993 — було створено державне підприємство «Укрбурштин» (м. Рівне), яке здійснювало розвідку, видобуток та збагачення бурштину, переробку його на ювелірні та художні вироби. Воно щорічно видобувало 2-3 тонни бурштину, тоді як на біржі в Гданську щороку продається 20-30 тонн бурштину походженням з України.
Восени 2010 р. ТОВ "Центр «Сонячне ремесло» (Київ) виграло аукціон Мінприроди з продажу ліцензії на видобуток бурштину на родовищі «Володимирець Східний» (розроблялося з 2005 р.) та розраховувало розпочати його з 2010 р. з паралельною геологічною розвідкою. Але підприємство не отримало від уряду дозволу на перепрофілювання лісових ділянок, після чого справа загальмувала.
У Сарненському, Володимирецькому та Дубровицькому районах Рівненської області, починаючи з 1990-х рр., великих масштабів набув нелегальний видобуток бурштину місцевим населенням (за допомогою мотопомп).